# بيوس إديزانمي
بيوس إديزانمي (بالإنجليزية: Pius Adesanmi)‏‏ (فبراير 1972 - 10 مارس 2019 ) صحفي، وأستاذ جامعي من كندا. كان من جُملة الذين قضوا نحبهم في حادث سقوط طائرة الخطوط الجوية الإثيوبية الرحلة 302.